# 瀧春一
瀧 春一（たき しゅんいち、1901年10月15日 - 1996年3月28日）は、神奈川県横浜市出身の俳人。本名は粂太郎。高等小学校卒業後に会社員となる。当初は短歌を作っていたが俳句に転向。1926年より水原秋桜子に師事し、1931年に秋桜子の「馬酔木」が「ホトトギス」から離反した際も秋桜子に従った。1936年に「菱の花」選者となり、1940年に「暖流」に改題し主宰。1947年には無季容認を表明したことで、季題遵守の立場をとる秋桜子と一時袂を分かつが、1966年に「馬酔木」同人に復帰した。1982年、第9句集『花石榴』により第16回蛇笏賞を受賞。代表句に「かなかなや師弟の道も恋に似る」「あの世へも顔出しにゆく大昼寝」があり、庶民的な作風で知られた。

## 句集
- 萱（1935年）
- 菜園（1940年）
- 常念（1946年）
- 瓦礫（1952年）
- 深林（1957年）
- 燭（1965年）
- 硝子風鈴（1971年）
- 端牆（1977年）
- 花石榴（1981年）
- ゆづり葉（1986年）
- 自註現代俳句シリーズ 瀧春一集（1980年）
- 瀧春一全集（1988年）

## 参考
- 『現代俳句大事典』 三省堂、2005年